# Státní znak Finska
Státní znak Finska je tvořen červeným štítem, na kterém je zlatý, korunovaný lev ve skoku. Stojí na zahnuté šavli (symbol vítězství nad nepřáteli). Místo pravé přední tlapy má lidskou ruku ve stříbrném brnění, bránící se stříbrným mečem. Štít je poset devíti stříbrnými růžemi.
Dle současného výkladu symbolizuje devět růží počet historických finských gubernií, historických provincií je však deset.

## Historie
Roku 1284 bylo území Finska připojeno jako vévodství ke Švédsku a roku 1577 bylo vyhlášeno velkovévodstvím. Znak se zlatým korunovaným lvem byl však používán již dříve, a to i v podobě se dvěma, respektive třemi lvy. Od roku 1581 užívalo Finské velkovévodství znak udělený švédským králem Janem III. poté, co přijal titul finského velkovévody. Znak tvořil červený štít se zlatým korunovaným lvem ve skoku, třímající v pravé tlapě (chráněné stříbrnou plechovnicí) stříbrný meč se zlatým jílcem a šlapající po stříbrné, zakřivené šavli se zlatým jílcem. Lev byl provázen devíti (v té době bez symboliky) stříbrnými růžemi, na štítu spočívala zlatá, červeným sametem podšitá, velkovévodská koruna. Námět znaku je poznamenán osobním nepřátelstvím Jana III. a ruského cara Ivana IV. Hrozného (finský lev pošlapává ruskou šavli). Znak se v průběhu dalších let v detailech měnil (počet růží 12 nebo 16, meč drží levá tlapa).

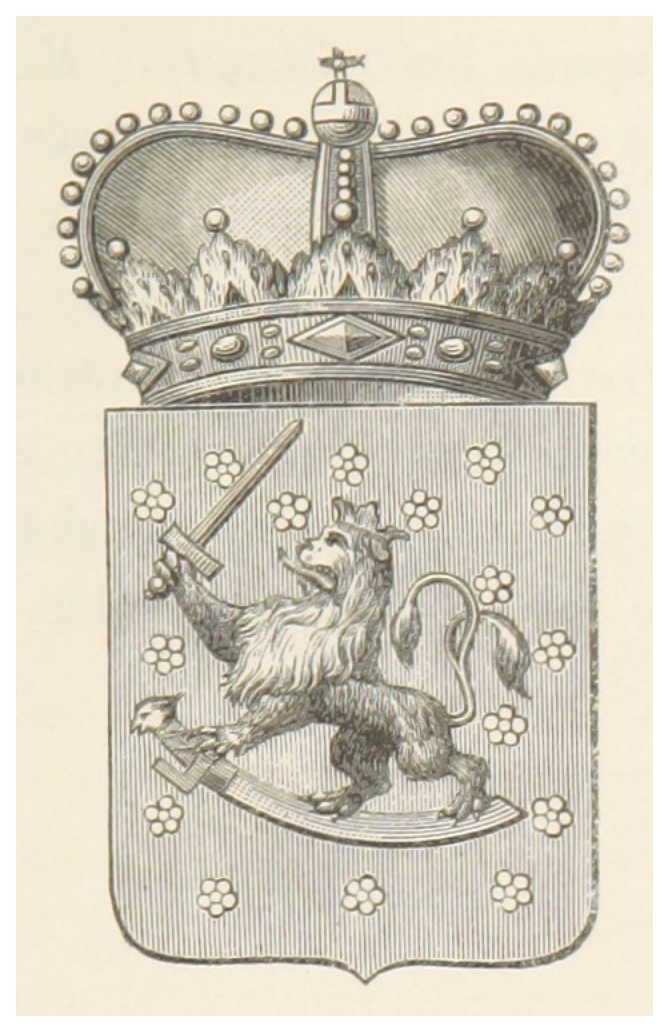
Znak Finského velkovévodství z roku 1881 se 16 růžemi

### Finsko jako součást Ruského impéria
Po finské válce (nazývané též rusko-švédská) v letech 1808–1809 bylo Finsko postoupeno Ruskému impériu a 29. března 1809 bylo švédské Finské velkovévodství přeměněno na ruské autonomní (s vlastním parlamentem) Finské velkoknížectví. Znak v rámci Ruského impéria (na rozdíl od vlajky) zůstal zachován. Kolem roku 1848 byl znak zobrazován se štítem, obklopeným věncem z dubové a vavřínové větévky.
Podle výnosu z 26. října 1809 se uvádí: „Znak Finska je takový, že štít má červené pole, posetý růžemi ze stříbra, na kterém je zlatý lev se zlatou korunou stojící na stříbrné šavli, v pravé přední tlapě, která je obrněná, má vzpřímený meč.“
V roce 1857 byl počet růží na znaku upraven na osm a koruna na štítu byla doplněna o ruského dvouhlavého orla. Tato podoba finského znaku byla zobrazena i na velkém znaku Ruské říše (a to i po úpravách z roku 1882).
V průběhu reformy ruské oficiální heraldiky v roce 1857, se znak změnil z iniciativy barona Karla von Bernhard Köhne. Hlavní změny spočívaly v tom, že lev spíše připomínal psa, nežli lva, a na šavli již nestál (či nešlapal), ale držel ji v levé přední tlapě. Zároveň byl také zkrácen lvem držený meč, jenž tak připomínal spíše dýku. Další změnou byla koruna nad štítem znaku. Nová koruna již měla oblouky a uvnitř neměla „čapku“, na předním oblouku či ráfku byla umístěna malá ruské orlice. Tato verze znaku bývá nazývána právě podle Köhneho.
Během snah o rusifikaci Finska (v letech 1899–1905 a 1908–1917) výrazně vzrostlo používání znaku ve Finsku, a znak se tak stal populárním v širší populaci.
Ředitel finského Národního archivu, Karl August Bomansson (1827–1906) učinil první významnou studii o znaku Finska v moderní době. Po jeho úpravě znaku v roce 1886, se lev opět více podobal svému zobrazení na znaku Uppsaly. Hlavní změnou bylo, že lev opět pošlapával šavli. Změna se dotkla i koruny, která byla změněna přibližně do podoby, jakou měla (německá) knížecí koruna. Tato verze znaku byla následně používána v prvních letech finské nezávislosti.

Tzv. „Köhneho“ znak Finského velkoknížectví (1857–1917)
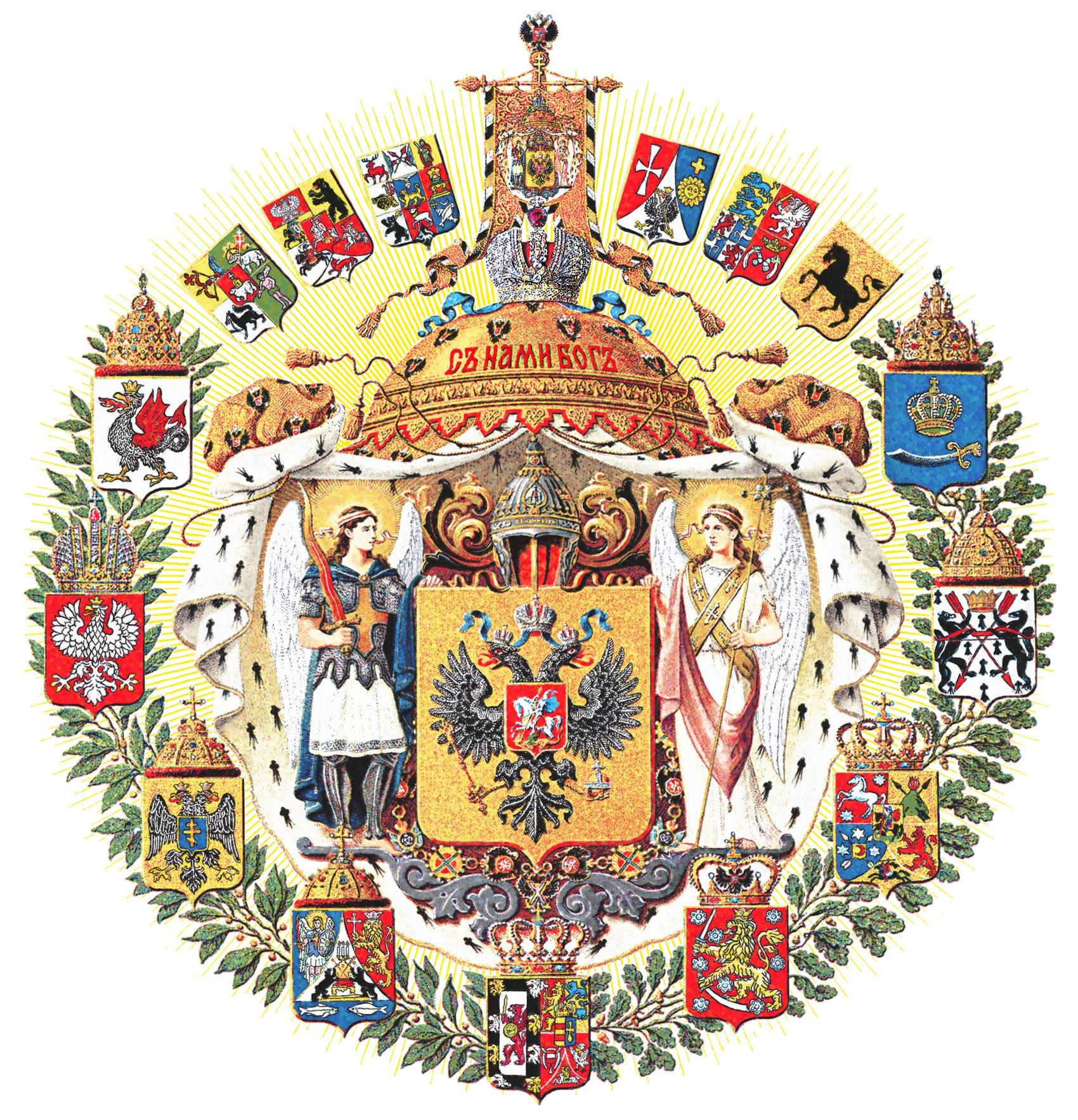
Finský znak, jako součást velkého znaku Ruského impéria (~1857–1917)

### Nezávislé Finsko
17. července 1917 vyhlásil finský Zemský sněm nezávislost na Rusku. Definitivní nezávislost však získalo Finsko až 6. prosince (Finské království). Státním znakem se stal mírně upravený dosavadní znak. Po občanské válce, byla nakrátko vyhlášena v jižní části země Finská socialistická dělnická republika, pod vlivem Sovětského svazu. Znak zaveden nebyl a za pomoci německých vojsk byla bolševická revoluce potlačena. Finský král Fridrich Karel Hesenský (zvolen 9. října 1918, měl vládnout pod jménem Väinö I.) po porážce Německa v I. světové válce odstoupil (14. prosince 1918) a 17. července 1919 byla vyhlášena Finská republika. Výbor pro státní znak potvrdil dosavadní státní znak.
12. února 1920 byla ze znaku odstraněna koruna a rozměry štítu byly upraveny do téměř čtvercového tvaru. Tento znak se začal užívat ve středu finské státní vlajky, kromě ní se však tento znak v praxi neužíval. Znak jiného tvaru se užíval např. na finských bankovkách z let 1922–1945 nebo z roku 1963, na finských mincích z let 1928–1951 nebo na vyobrazení znaku z roku 1926.
Během 20. a 30. let se státní znak stal předmětem diskuzí a debat. Tyto diskuze se týkaly zejména návrhu, zda by ve znaku měl být lev nahrazen medvědem, který měl významné místo v národním folklóru Finska. Již v roce 1557 se medvěd stal symbolem Finnia septentrionalis („Severní Finsko“, v té době zhruba stejný jako Satakunta a severního Vlastního Finska). Mimo Finsko byl však medvěd obvykle považován za symbol Ruska, což se projevovalo v mnoha tehdejších karikaturách. Situace zůstávala nevyřešená, a tak po většinu 20. století zůstala verze státního znaku v podobě zobrazujícího se lva z Uppsaly.
V roce 1936 navrhl národní výbor kompromis, že Finsko by mělo mít „velký“ a „malý“ znak. Malý znak by zůstal stejný, ale větší znak byl navržen tak, aby obsahoval jak dosavadní znak Finska (lva), tak i medvěda, jakožto znak národního folklóru. Znak sestával ze štítu z dosavadního znaku se lvem a růžemi, nad nímž byla koruna (i když v té době bylo Finsko skoro 20 let republikou). Štít podpírali z obou stran dva medvědi, kteří zaujímali pozici štítonošů. Štítonoši stáli na smrkových větvičkách, kolem kterých bylo motto: „Vapaa, vankka, vakaa.“ („Svobodný, nepoddajný, vytrvalý.“). Tímto způsobem by se dal medvěd vnést do státního znaku, ale tento návrh nebyl nikdy přijat.

Znak Finského království (1918–1919), platný i po vyhlášení republiky 1920
Neschválený návrh velkého znaku z roku 1936

V letech 1968–1970 upravil finský heraldik Olof Eriksson (1911–1987) znak, v jehož úpravě byl přijat zákonem č. 381/1987 Finského úředního věstníku ze dne 26. května 1978 (s účinností od 1. června 1978) jako finský státní znak, který se užívá (v téměř nezměněné podobě) do současnosti.

## Další použití znaku
Státní znak je vyobrazen uprostřed modrého kříže ve čtvercové podobě na vlajce státní, válečné, prezidentské a na vlajce lodní (Naval Jack). Dříve byl státní znak vyobrazen i na finských bankovkách a mincích (finská Markka).

Finská státní vlajka Poměr stran: 11:18
Finská válečná vlajka Poměr stran: 11:19
Vlajka finského prezidenta Poměr stran: 11:19
Finská lodní vlajka (Naval Jack) Poměr stran: 1:1
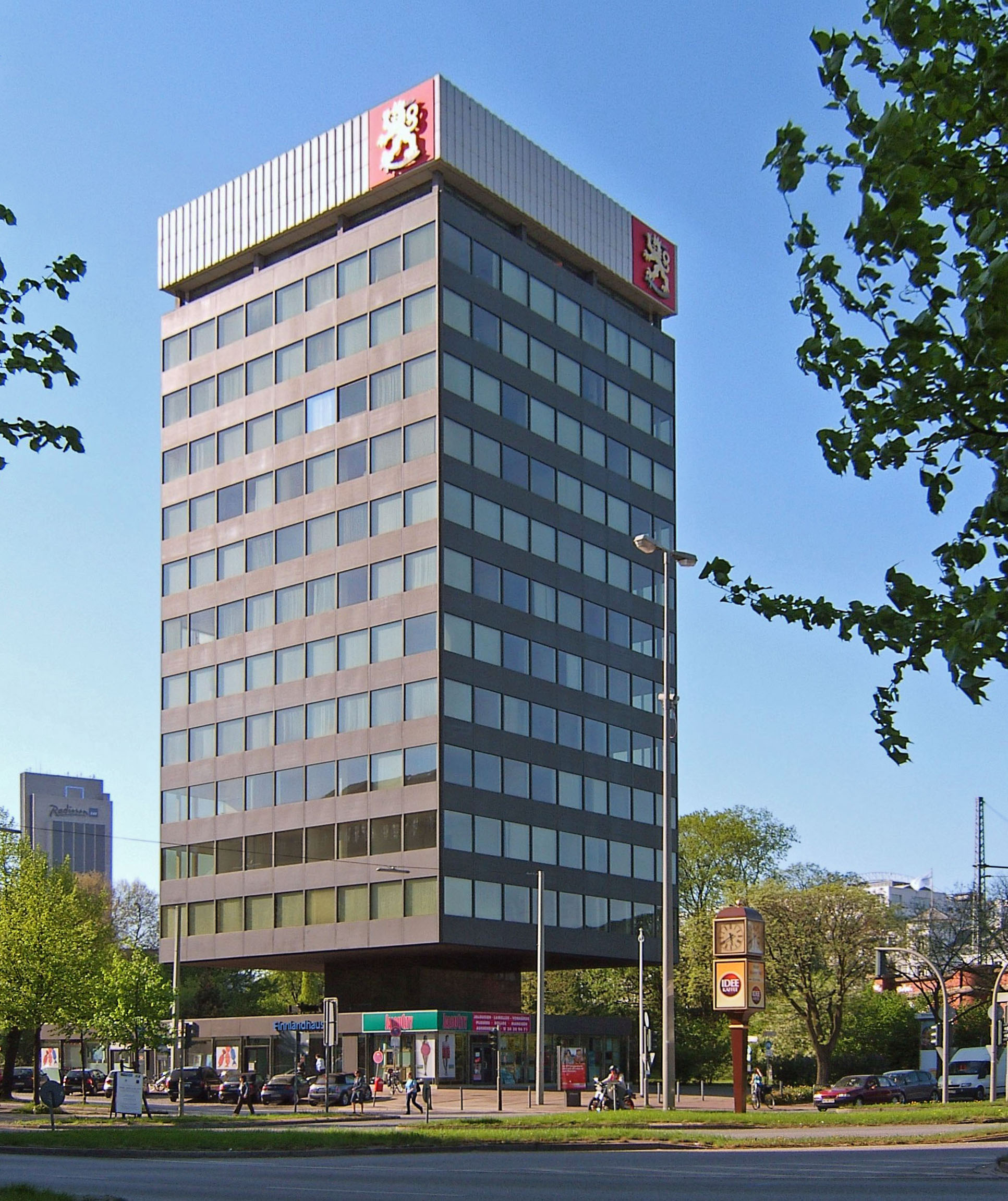
Znak na Finském domě v Hamburku

## Znaky finských provincií

Administrativní členění Finska

Finsko se administrativně člení na 19 provincií (finsky maakunta, švédsky landskap), Alandy mají zvláštní postavení.

Alandy
Střední Finsko
Vlastní Finsko
Kainuu
Kanta-Häme
Jižní Karélie
Severní Karélie
Kymenlaakso
Laponsko
Päijät-Häme
Pirkanmaa
Pohjanmaa
Jižní Pohjanmaa
Severní Pohjanmaa
Střední Pohjanmaa
Satakunta
Jižní Savo
Severní Savo
Uusimaa